# Keachi, Louisiana
Keachi, Louisiana (енгл. Keachi) град је у америчкој савезној држави Луизијана.

## Демографија
По попису из 2010. године број становника је 295, што је 28 (-8,7%) становника мање него 2000. године.
| Група             | 2000.       | 2010.       |
| Белци             | 209 (64,7%) | 218 (73,9%) |
| Афроамериканци    | 95 (29,4%)  | 51 (17,3%)  |
| Азијати           | 0 (0,0%)    | 4 (1,4%)    |
| Хиспаноамериканци | 9 (2,8%)    | 19 (6,4%)   |
| Укупно            | 323         | 295         |